# Shon Seung-mo
Shon Seung-mo (in hangŭl: 손승모; 1º luglio 1980) è un giocatore di badminton sudcoreano.

## Palmarès

### Olimpiadi
- 1 medaglia:
  - 1 argento (Atene 2004 nel singolare)

### Mondiali
- 1 medaglia:
  - 1 bronzo (Birmingham 2003 nel singolare)

### Giochi asiatici
- 3 medaglie:
  - 1 oro (Busan 2002 a squadre)
  - 1 argento (Doha 2006 a squadre)
  - 1 bronzo (Busan 2002 nel singolare)

### Sudirman Cup
- 4 medaglie:
  - 1 oro (Eindhoven 2003)
  - 3 bronzi (Siviglia 2001; Pechino 2005; Glasgow 2007)

### Thomas Cup
- 3 medaglie:
  - 1 argento (Giacarta 2008)
  - 2 bronzi (Kuala Lumpur 2000; Giacarta 2004)